# اریل (رصدخانه فضایی)
تلسکوپ اَریل یا (Atmospheric Remote-sensing Infrared Exoplanet Large-survey (ARIEL)، به معنی و کوته‌نوشت (ارزیابی گستردهٔ اتمسفری از راه دور فروسرخ سیارهٔ فراخورشیدی) است که در آن از تلسکوپ مادون قرمز استفاده می‌شود، یک تلسکوپ فضایی است که برای راه‌اندازی و پرتاب در سال ۲۰۲۸ به عنوان چهارمین مأموریت از مأموریت‌های سطح متوسط برنامه چشم‌انداز کیهانی ۲۰۱۵-۲۰۲۵ آژانس فضایی اروپا برنامه‌ریزی شده‌است. این مأموریت با هدف مشاهدهٔ دست کم هزار سیارهٔ فراخورشیدیِ شناخته شده؛ با استفاده از روش گذری (ترانزیت)، مطالعه و توصیف ترکیب شیمیایی سیاره‌ها، و ساختارهای حرارتی آن‌ها، تدارک شده‌است. در مقایسه با تلسکوپ فضایی جیمز وب، اَریل زمان مشاهدهٔ بیشتری برای بررسی و توصیف سیاره خواهد داشت هرچند از تلسکوپ بسیار کوچکتری استفاده می‌شود.